# 菲利佩·德·布里托-尼科特

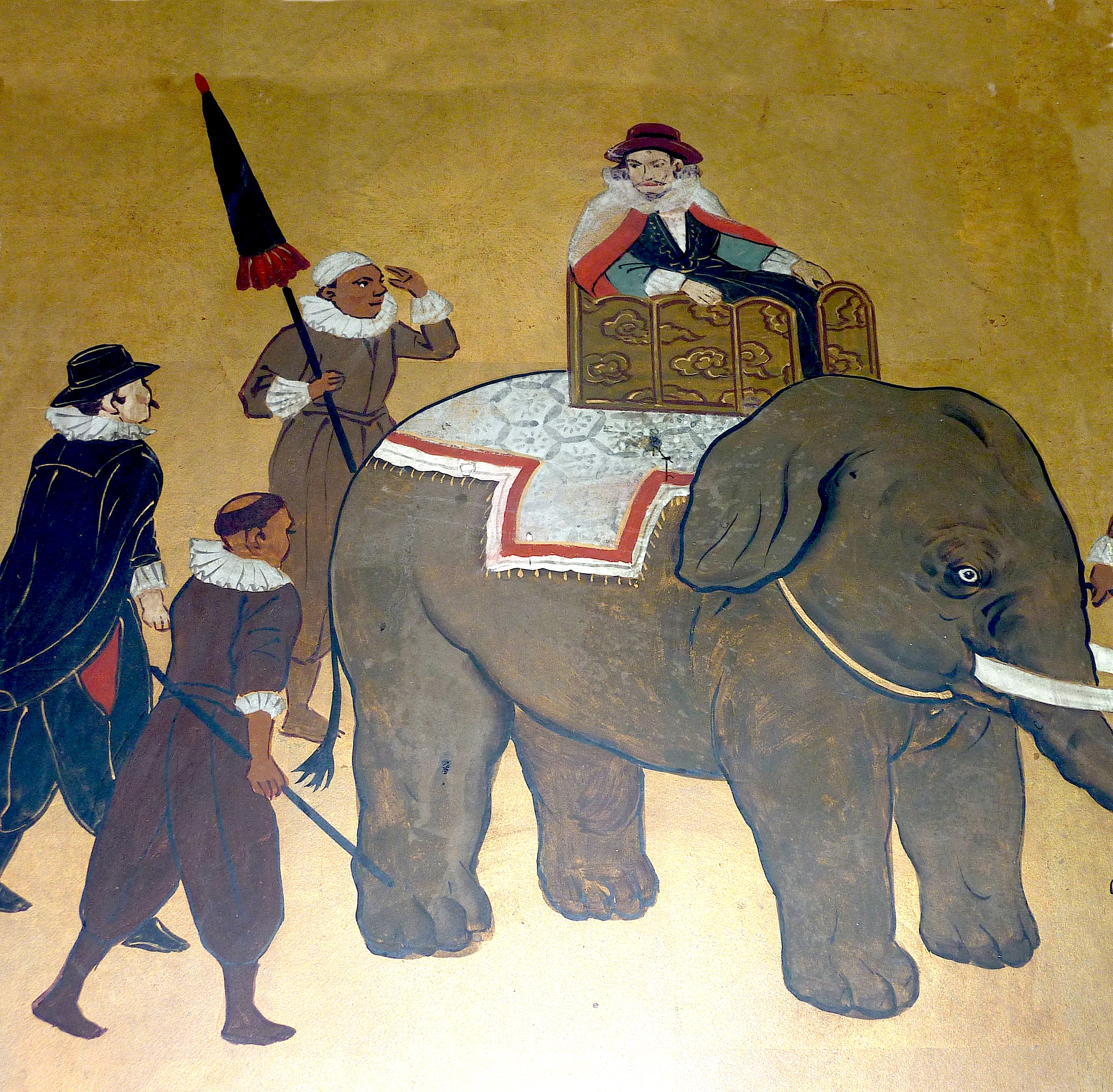
菲利佩·德·布里托

菲利佩·德·布里托-尼科特（葡萄牙語：Filipe de Brito e Nicote，約1566年—1613年4月），葡萄牙探險家，後來成為若開人的雇傭兵。緬甸的《琉璃宮史》稱其為鄂辛加（發音：[ŋə zɪ̀ɴkà]，Nga Zinga），「鄂」（င，Nga）在緬甸語中冠於人名之前表示蔑稱。

## 生平
德·布里托出生於是葡萄牙首都里斯本，他的父親是個法國人。他最初是以船上侍者的身份前往東南亞的。最後，他投入若開王Min Razagyi的麾下，並於1599年被任命為丁因總督，指揮三艘巡防艦和三千人。他鼓勵更多葡萄牙人來到若開定居，還建立了防禦性的堡壘，最終控制了這些地區並宣稱從若開獨立。他在東吁和若開進攻的時候綁架了若開王儲Min Khamaung，將其扣作人質，直到1603年從緬甸各勢力獨立為止。他還迎娶八都馬君主Bannya Dala之女，宣誓效忠於暹羅。:185–187
他於翌年回到了果阿，獲得葡萄牙官方承認。1602年回到丁因，被葡萄牙國王授予若開總督、征服勃固之將領、勃固王的稱號。
東吁王Natshinnaung臣服於暹羅之後遭到阿瓦王國的進攻，暹羅王厄伽陀沙律動員他和Bannya Dala支援東吁。但他們到達之前，東吁已經向阿瓦臣服。德·布里托和Bannya Dala率軍焚毀東吁，將人口財產帶回了丁因，俘虜中亦包括東吁王Natshinnaung。他掠取佛教信物，摧毀佛教畫像及寺廟。:188–189
1613年，緬甸王阿那畢隆圍攻丁因。4月城陷，德·布里托與東吁王一同被處死。德·布里托被釘在尖木樁上處決，他在三天以後才死去。超過400名葡萄牙人被當作囚徒帶往阿瓦。:190

## 相關人物
- 皮埃爾·德·米拉爾
- 康斯坦丁·華爾康